# Cachir (Cajatambo)
Cachir es un despoblado peruano ubicado en el distrito de Huancapón, perteneciente a la provincia de Cajatambo del departamento de Lima, al centro oeste del Perú. 

## Ubicación
Cachir se ubica al norte de la provincia de Cajatambo, en el distrito de Huancapón, en el departamento de Lima.

## Demografía
En 1993 Cachir tenía una población de 1 habitante, mientras que en 2017 no tuvo a ningún habitante empadronado, y tenía 3 viviendas.
| Gráfica de evolución demográfica de Cachir entre 1993 y 2017 |
|                                                              |
| Fuentes: Población 1993 y 2017                               |